# Толкачёвка (Смоленская область)
Толкачёвка — бывшая деревня в Хиславичском районе Смоленской области России.
Находилась в 2,5 верстах южнее современной деревни Кобылкино.

## История
По данным справочника административно-территориального деления 1981 года деревня существовала с 1908 по 1950 годы и входила в Лобановский сельсовет Хиславичского района.
В 1993 году деревни уже не было. Она была обозначена, как прекратившая существование деревня Упинского сельсовета Хиславичского района.